# Kristina Šundov
Kristina Šundov (Split, 17. rujna 1986.), hrvatska nogometašica i reprezentativka, napadačica, trenutna članica švicarskog nogometnog kluba FC Basel 1893.

## Klupska karijera
Karijeru je započela u mlađim uzrastima Stobreča i do 2001. godine igrala je još za Split, Dalmaciju i Marjan. Nakon toga prešla je u Dinaru i onda u NK Kaštela. 2005. godine otišla je u Švicarsku i potpisala ugovor s FFC Zuchwilom, koji igra u nacionalnoj A ligi (njem. Nationalliga A), dok u 2009. godini je prešla u FC Rot-Schwarz Thun a klub kasnije je promijenio svoj naziv u FC Thun. Od 2011. do 2012. igrala je za Basel uz stanku od skoro godine dana zbog ozljede koljena. Svoju igračku karijeru nastavila je u drugoj polovini 2012. u nizozemskom klubu Telstaru.      

## Reprezentacija
Članica je Hrvatske ženske nogomente reprezentacije. Prvi je put zaigrala za nju 14. ožujka 2003. godine protiv izabrane djevojčadi Slovenije.  

## Nagrade i priznanja
2012. godine dobila je nagradu Večernjakova domovnica za najboljih, najuspješnijih i najtalentiranijih hrvatskih iseljenika u Europi i Svijetu u njemačkom gradu Bad Homburgu u kategoriji "Sportaš/Sportašica profesionalci".

## Poveznice
- Hrvatska ženska nogometna reprezentacija

## Vanjske poveznice
- Službena stranica Kristine Šundov  Arhivirana inačica izvorne stranice od 1. travnja 2013. (Wayback Machine)

- Hrvatski sport u Švicarskoj  Arhivirana inačica izvorne stranice od 7. rujna 2013. (Wayback Machine)

- Hrvatski nogometni savez službena stranica

- Službena stranica Kristine Šundov  Arhivirana inačica izvorne stranice od 1. travnja 2013. (Wayback Machine)

- Hrvatski Portal u Švicarskoj  Arhivirana inačica izvorne stranice od 7. rujna 2013. (Wayback Machine)